# Hemigrammus brevis
Hemigrammus brevis, popularmente conhecida como piaba, é um peixe da família dos caracídeos (Characidae). Foi descrito por Ellis em 1911.

## Etimologia
O nome genérico Hemigrammus deriva do grego hḗmi- (ἡμι-), "meio, metade", e grámma (γράμμα), "marca, sinal". O nome popular "piaba" deriva do tupi pi'awa, em sentido próprio para referir a vários peixes da ordem dos caraciformes. Foi registrado em ca. 1631 como upiaua, em 1734 como upiabas e em 1749 como piabás.

## Taxonomia
Hemigrammus brevis pertence à família dos caracídeos e ao gênero Hemigrammus. Foi descrito por Marion Durbin Ellis em 1911 no artigo On the species of Hasemania, Hyphessobrycon, and Hemigrammus collected by J. D. Haseman for the Carnegie Museum. Sua localidade-tipo é a lagoa do rio Grande, no estado da Bahia.

## Descrição
Hemigrammus brevis tem comprimento máximo de 3,6 centímetros.

## Distribuição e habitat
Hemigrammus brevis ocorre na bacia do rio São Francisco e drenagens costeiras do Nordeste do Brasil, nos estados de Alagoas, Bahia, Ceará, Maranhão, Minas Gerais, Paraíba, Pernambuco, Piauí, Sergipe e Tocantins e nos biomas da Caatinga, Cerrado e Mata Atlântica. Mais especificamente, em termos hidrográficos, está presente nas sub-bácias do Contas, do litoral do Ceará, Piauí, Sergipe e Paraíba, do Alto Parnaíba, do Alto, Médio, Submédio e Baixo São Francisco e do Alto Tocantins.

## Ecologia
Hemigrammus brevis é bentopelágico.

## Conservação
A União Internacional para a Conservação da Natureza (UICN) classifica Hemigrammus brevis como uma espécie pouco preocupante (LC), pois é uma espécie frequente e abundante. As principais ameaças potenciais incluem a degradação do habitat, o assoreamento dos cursos d’água, o desmatamento e a poluição dos corpos hídricos. No entanto, esses impactos são difusos e, até o momento, não representam risco de extinção para a espécie. Em 2018, Hemigrammus brevis foi classificada como pouco preocupante (LC) no Livro Vermelho da Fauna Brasileira Ameaçada de Extinção do Instituto Chico Mendes de Conservação da Biodiversidade (ICMBio). Em sua área de distribuição, ocorre em algumas áreas de conservação: a Estação Ecológica Serra Geral do Tocantins (ESEC Serra Geral do Tocantins) e o Parque Nacional das Nascentes do Rio Parnaíba (PARNA Nascentes do Rio Parnaíba).